# Ровное (Джанкойский район)
Ро́вное (до начала 1960-х годов Бию́к-Найма́н; укр. Рівне, крымскотат. Büyük Nayman, Буюк Найман) — исчезнувшее село в Джанкойском районе Республики Крым, располагавшееся на севере района (было одним из самых северных сёл района) примерно в 8 км к северу от современного села Яснополянское.

### Динамика численности населения
| - 1805 год — 55 чел. - 1864 год — 11 чел. - 1889 год — 4 чел. - 1892 год — 0 чел. | - 1900 год — 3 чел. - 1915 год — 9/4 чел. - 1926 год — 74 чел. |

## История
Первое документальное упоминание села встречается в Камеральном Описании Крыма… 1784 года, судя по которому, в последний период Крымского ханства Бьюк Найман и Кучук Найман входили в Дип Чонгарский кадылык Перекопского каймаканства. После присоединения Крыма к России (8) 19 апреля 1783 года, (8) 19 февраля 1784 года, именным указом Екатерины II сенату, на территории бывшего Крымского Ханства была образована Таврическая область и деревня была приписана к Перекопскому уезду. После Павловских реформ, с 1796 по 1802 год, входила в Перекопский уезд Новороссийской губернии. По новому административному делению, после создания 8 (20) октября 1802 года Таврической губернии, Биюк-Найман был включён в состав Биюк-Тузакчинской волости Перекопского уезда.
По Ведомости о всех селениях в Перекопском уезде состоящих с показанием в которой волости сколько числом дворов и душ… от 21 октября 1805 года в деревне Биюк-Найман числилось 10 дворов, 53 крымских татарина и 2 ясыра. На военно-топографической карте генерал-майора Мухина 1817 года Найман обозначен с 15 дворами. После реформы волостного деления 1829 года Биюк-Найман, согласно «Ведомости о казённых волостях Таврической губернии 1829 года», остался в составе Тузакчинской волости. На карте 1836 года в деревне 14 дворов. Затем, видимо, вследствие эмиграции крымских татар в Турцию, деревни заметно опустели, и на карте 1842 года Биюк Найман обозначен условным знаком «малая деревня» (это означает, что в нём насчитывалось менее 5 дворов).
В 1860-х годах, после земской реформы Александра II, деревню включили в состав Бурлак-Таминской волости. В «Списке населённых мест Таврической губернии по сведениям 1864 года», составленном по результатам VIII ревизии 1864 года, Биюк-Найман — владельческая татарская деревня с 3 дворами и 11 жителями при колодцах. По обследованиям профессора А. Н. Козловского начала 1860-х годов, в селении «… нет другой воды кроме копаней глубиною 5—6 саженей (10—12 м). Вода в них не постоянна, притом половина копаней с пресною, а половина с солёною водою» (копань — выкопанная на месте с близким залеганием грунтовых вод яма). Согласно «Памятной книжке Таврической губернии за 1867 год», деревня стояла покинутая — ввиду эмиграции крымских татар, особенно массовой после Крымской войны 1853—1856 годов, в Турцию. На трёхверстовой карте Шуберта 1865—1876 года в деревне показан 1 двор. По «Памятной книге Таврической губернии 1889 года», включившей результаты Х ревизии 1887 года, в деревне Биюк-Найман Ишуньской волости числился 1 двор и 4 жителя.
После земской реформы 1890 года Биюк-Найман отнесли к Богемской волости. В «…Памятной книжке Таврической губернии на 1892 год» в сведениях о Богемской волости никаких данных о деревне, кроме названия, не приведено. По «…Памятной книжке Таврической губернии на 1900 год» на хуторе Биюк-Найман числилось 3 жителя в 1 дворе. По Статистическому справочнику Таврической губернии. Ч.II-я. Статистический очерк, выпуск пятый Перекопский уезд, 1915 год, на хуторе Биюк и Кучук Найман Богемской волости Перекопского уезда числился 1 двор с немецким населением в количестве 9 человек приписных жителей и 4 — «посторонних», из которых 7 мужчин и 6 женщин. Жители владели 500 десятинами удобной земли. При хуторе числилось 6 лошадей, 6 волов, 3 коровы и 3 головы мелкого скота.
После установления в Крыму Советской власти, по постановлению Крымревкома от 8 января 1921 года № 206 «Об изменении административных границ» была упразднена волостная система и в составе Джанкойского уезда был создан Джанкойский район. В 1922 году уезды преобразовали в округа. 11 октября 1923 года, согласно постановлению ВЦИК, в административное деление Крымской АССР были внесены изменения, в результате которых округа были ликвидированы, основной административной единицей стал Джанкойский район и село включили в его состав. Согласно Списку населённых пунктов Крымской АССР по Всесоюзной переписи 17 декабря 1926 года, на хуторе Биюк-Найман, в составе упразднённого к 1940 году Тереклынского сельсовета Джанкойского района, числилось 19 дворов, из них 18 крестьянских, население составляло 74 человека, из них 32 эстонца, 40 русских, 2 украинца. На подробной карте РККА северного Крыма 1941 года в Биюк-Наймане отмечено 4 двора.
В 1944 году, после освобождения Крыма от фашистов, согласно Постановлению ГКО СССР № 5859 от 11 мая 1944 года, 12 августа 1944 года было принято постановление № ГОКО-6372с «О переселении колхозников в районы Крыма», после чего в сентябре 1944 года в район приехали первые новосёлы (27 семей) из Каменец-Подольской и Киевской областей, а в начале 1950-х годов последовала вторая волна переселенцев (выходцев из различных областей Украины). С 25 июня 1946 года Биюк-Найман в составе Крымской области РСФСР. 26 апреля 1954 года Крымская область была передана из состава РСФСР в состав УССР. К 1960 году Биюк-Найман был переименован в Ровное, поскольку в «Справочнике административно-территориального деления Крымской области на 15 июня 1960 года» посёлок Ровное уже числился в составе Целинного сельсовета. Ликвидировано Ровное в период с 1 января по 1 июля 1968 года).